# Empire (banda)
Empire es una banda británica de rock progresivo fundada en 1974 por el que fuese guitarrista de Yes, Peter Banks, y disuelta en 1978.

## Biografía
Tras la disolución de Flash y la publicación de su primer álbum en solitario, Two Sides of Peter Banks, en 1973, Peter Banks comenzó a reclutar músicos para una nueva encarnación de Flash, que en un primer momento denominó Flash Mark II. En un inicio, la banda consistía en Peter junto a Phil Collins y una serie de músicos interpretando jam sessions, su nombre cambió a ZOX and the Radar Boys. Banks continuó haciendo audiciones, a través de las cuales, conoció a la cantante Sydney Foxx de la que se enamoró y con la que acabó casándose. Finalmente, el nombre de la banda cambió a Empire.
El primer álbum de Empire, Mark I, fue grabado en 1974 en Londres. Sin embargo, la banda no consiguió que ninguna compañía discográfica se interesase y lo publicara. Algunos de los músicos de Empire, junto a Phil Collins, pasaron a formar un proyecto de fusión jazz llamado Brand X. 
Banks y Foxx se trasladaron a Los Ángeles en un intento de crear una versión estadounidense de Empire. Grabaron un nuevo álbum, Mark II, en 1977. Este segundo álbum tampoco tuvo éxito en encontrar una discográfica interesada en publicarlo. Paralelamente, el matrimonio de Banks y Foxx hacía aguas. A pesar de su divorcio, la banda continuó junta por un tiempo grabando las maquetas de lo que iba a ser su tercer álbum, Mark III. 

### Disolución de la banda
En una entrevista concedida a Cherry Red TV en 2010, Peter Banks cuenta algún detalle sobre la disolución definitiva del grupo provocada por la falta de interés de Sydney Foxx en seguir en la banda. 
Según la versión de Banks, la cantante cada vez se sentía más insegura en el escenario, no acudía a los ensayos y prefería ir a clases de baile para estar más en forma. En eventos con gerentes de compañías discográficas que podrían estar interesadas en publicar alguna grabación del grupo, Foxx ni se presentaba.
En una fiesta donde invitaron a varias personas del sector, Banks perdió los nervios con ella. Tiró las mesas al suelo con la comida del cáterin y les gritó a la banda que se estaba preparando en el escenario para tocar, "quedaos ahí que vamos a tocar de una vez". Eso fue el punto final de la banda ocurrida en 1978. 
A mediados de la década de los 90, coincidiendo con el regreso de Peter Banks al mundo musical tras varios años de silencio, la discográfica One Way publicó los tres álbumes olvidados de Empire.

## Discografía
- Mark I (grabado en 1974, publicado en 1994)
- Mark II (grabado en 1977, publicado en 1996)
- Mark III (grabado en 1978, publicado en 1995)

## Músicos
- Peter Banks - guitarra, teclados, voz
- Phil Collins - batería, coros
- Paul Delph - teclados
- Jeffrey Fayman - batería
- Sydney Foxx - voz
- Jakob Freeman Magnusson - teclados, voz
- John Giblin - bajo
- Sam Gopal
- Mark Murdock - batería
- Robert Orellana - teclados
- Chad Peery - bajo
- Preson Ross-Heyman - batería
- Brad Stephenson - bajo